# Stéphane Grappelli

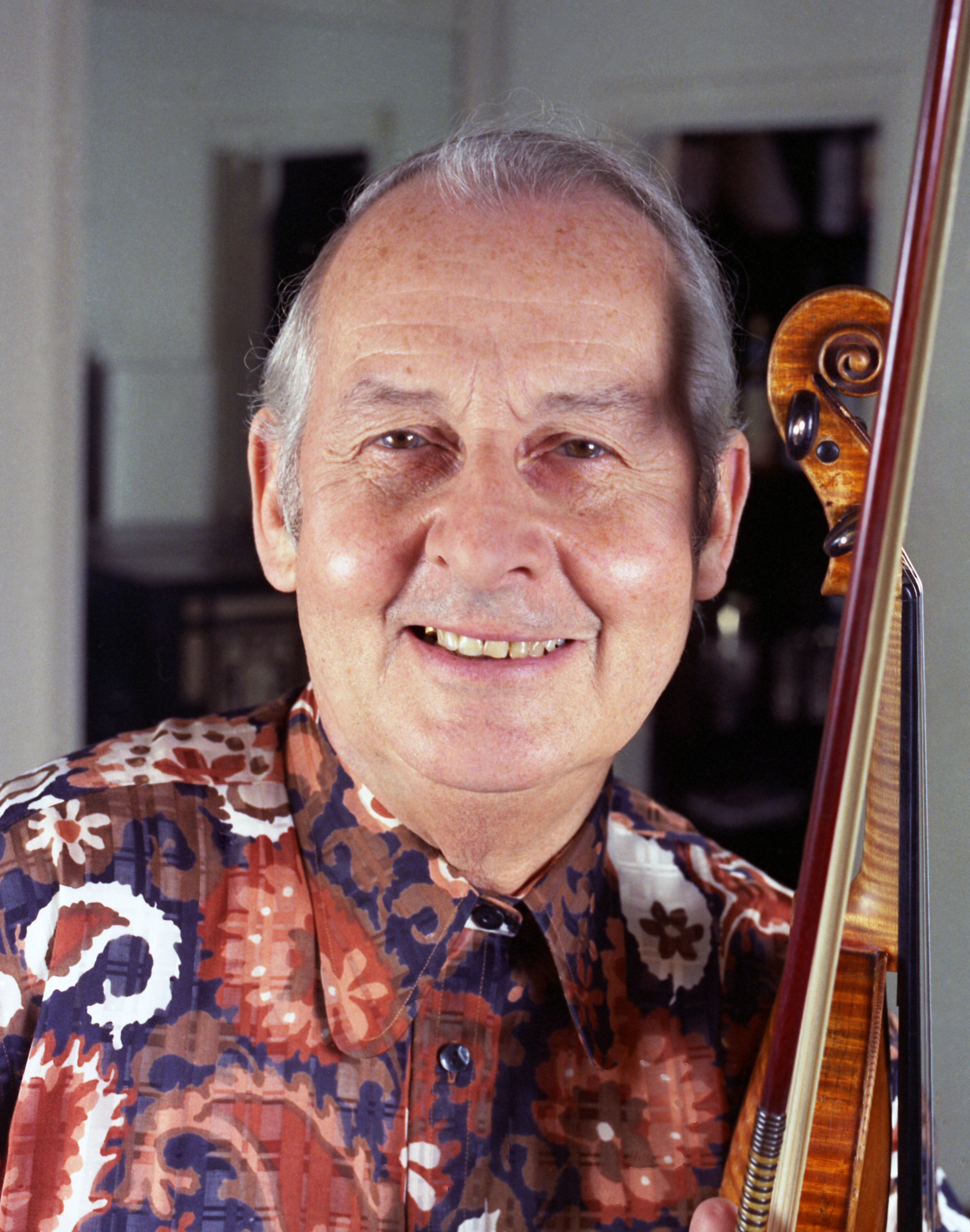
Stéphane Grappelli (London 1976. Foto: Allan Warren)

Stéphane Grappelli (* 26. Januar 1908 in Paris; † 1. Dezember 1997 ebenda) war ein französischer Jazz-Violinist. Auf Schallplatten der 1930er-Jahre wird sein Name mit Grappelly angegeben.

## Leben
Grappelli wurde im Hôpital Lariboisière in Paris als Sohn eines italienischen Marchese und einer Französin aus Saint-Omer geboren und auf den Namen Stefano getauft. Er verlor seine Mutter im Alter von vier Jahren. Beim Ausbruch des Ersten Weltkrieges wurde sein Vater in das italienische Heer eingezogen. Der sechsjährige Stefano konnte einige Tanzstunden bei Isadora Duncan nehmen, kam dann aber in ein katholisches Waisenhaus, das er als traumatisierende Erfahrung erlebte, da er dort auf dem Boden schlief und oftmals hungern musste. Als sein Vater aus dem Krieg zurückkehrte, sorgte er dafür, dass sein Sohn die französische Staatsbürgerschaft erhielt, worauf sein Vorname in Stéphane geändert wurde.
Als Jugendlicher brachte sich Grappelli selbst das Violin- und Klavierspiel bei und bestand, ohne jemals einen Lehrer gehabt zu haben, die Aufnahmeprüfung für das Pariser Konservatorium. Hier studierte er zwischen 1924 und 1928. Während dieser Zeit und noch nach seinem Studium verdingte er sich als Musiker in Kinos und in Tanzbands wie Grégor et ses Grégoriens, bis er 1933 Django Reinhardt traf. Grappelli gründete gemeinsam mit Reinhardt das Quintette du Hot Club de France, sie nahmen gemeinsam zahlreiche Schallplatten, u. a. für das Label Swing, bis 1939 auf und feierten Konzerterfolge. Als am 1. September 1939 der Zweite Weltkrieg ausbrach, befand sich die Band auf Konzerttournee in London. Reinhardt ging gleich nach Paris zurück, doch Grappelli blieb in England.
In England gründete Grappelli eine neue Band mit dem jungen Pianisten George Shearing, die aus Arthur Youngs Swingtette hervorging. Mit Reinhardt arbeitete er erst nach dem Krieg wieder zusammen, ohne jedoch Bandmitglied zu werden. In den 1950er Jahren war er als Leader immer weniger aktiv, erst ab der Mitte der 1960er Jahre wurde seine Karriere durch das wachsende Interesse an der Jazzgeige wiederbelebt: Am 30. September 1966 brachte Duke Ellington mit dem Konzert „Violin Summit“ die damals vier bekanntesten Violinisten auf die Bühne. In verschiedenen Sets traten neben Grappelli Stuff Smith, Svend Asmussen und Jean-Luc Ponty auf. Gemeinsam spielten sie It Don’t Mean a Thing (If It Ain’t Got That Swing). Nach dem Erfolg des Albums Violin Summit entwickelte Grappelli sich zum einflussreichsten Geiger der Jazzszene und machte sein Instrument im Jazz hoffähig. 
Grappelli nahm fortan mit vielen großen Jazzmusikern weltweit Schallplatten auf oder ging mit ihnen auf Tournee. 1969 besuchte er die USA, um auf dem Newport Jazz Festival aufzutreten; auch spielte er mit Joe Venuti, Gary Burton und Earl Hines. Zu Beginn der 1970er Jahre begann er eine künstlerische Zusammenarbeit mit dem klassischen Geiger Yehudi Menuhin, die zu drei Alben führte, die der Violine weitere Anerkennung als Jazzinstrument brachten. Bis in die 1990er Jahre ging er häufig auf Konzerttourneen, zunächst mit Diz Disley, Martin Taylor und Jack Sewing. Er feierte seinen 86. Geburtstag mit Gary Burton, Martial Solal und Jean-Luc Ponty. Er spielte bis kurz vor seinem Tod Studioaufnahmen (auch mit jüngeren Musikern) ein, so 1975 ein Solo (Gage 300 GBP) für Pink Floyds Album Wish You Were Here und 1979 Tivoli Gardens, Copenhagen, Denmark mit Joe Pass und Niels-Henning Ørsted Pedersen. Er bestand auch trotz erkennbarer Krankheit darauf, auf Kafka von Nigel Kennedy einen Titel mit einzuspielen. Seine letzte, mit einem Ensemble um Martin Taylor 1997 kurz vor seinem Tode eingespielte CD Celebrating Grappelli erschien postum.
Grappelli starb am 1. Dezember 1997 an Herzversagen nach einer Reihe leichter Hirninfarkte. Stéphane Grappellis Urne befindet sich im Columbarium des Friedhofs Père-Lachaise in Paris.
Grappelli spielte eine Violine des französischen Geigenbauers Pierre Jean Henri Hel.

## Diskografie (Auswahl)

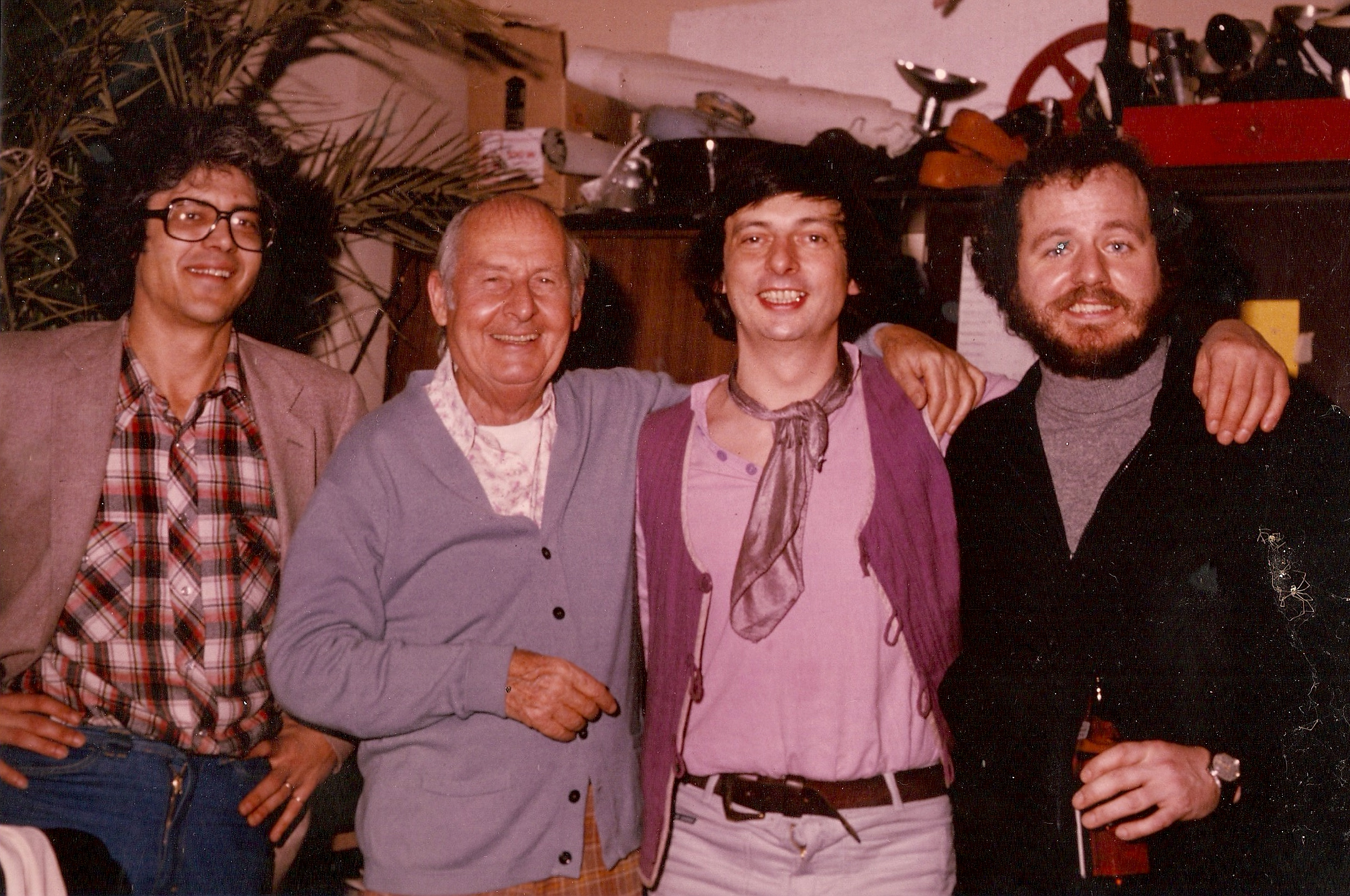
Grappelli (2. von links) mit (von links) Larry Coryell, Philip Catherine und Niels-Henning Ørsted Pedersen

- Djangology: Django Reinhardt, the Gypsy Genius (rec. 1936–1940)
- Stephane Grappelli and Django Reinhardt the Gold Edition (rec. 1934–1937, ed. 1998)
- Bill Coleman with Django and Stephane Grappelli (rec. 1936–1938, ed. 1985, DRG Records)
- Gary Burton / Stephane Grappelli: Paris Encounter (Atlantic, 1969)
- Stephane Grappelli / Jean-Luc Ponty: Violin Summit No. 2 (1973, MusiDisc/Inner City)
- Stephane Grappelli / Joe Venuti: Venupelli Blues (1979, Affinity)
- Stephane Grappelli / Philip Catherine / Larry Coryell / Niels-Henning Ørsted Pedersen: Young Django (1979, MPS)
- Stephane Grappelli / David Grisman: Live at Berklee (1979)
- Stephane Grappelli / Diz Disley: Live at Carnegie Hall (1983, Dr Jazz)
- Stephane Grappelli / Martin Taylor: We've Got The World on a String (1984, EMI)
- Stephane Grappelli / Stuff Smith: Violins no End (1984, Pablo)
- Stephane Grappelli / Michel Legrand (1992, Verve)
- Stephane Grappelli / Martin Taylor: Reunion (1993, Linn Records)
- Stephane Grappelli / Michel Petrucciani: Flamingo (1996, DE: Gold (German Jazz Award))[4]
- Oscar Peterson / Stephane Grappelli: Skol (1979, Pablo)
- Elena Durán / Stephane Grappelli / Laurie Holloway: Bach to the Beatles (1991, Academy Sound)

### Alben unter eigenem Namen

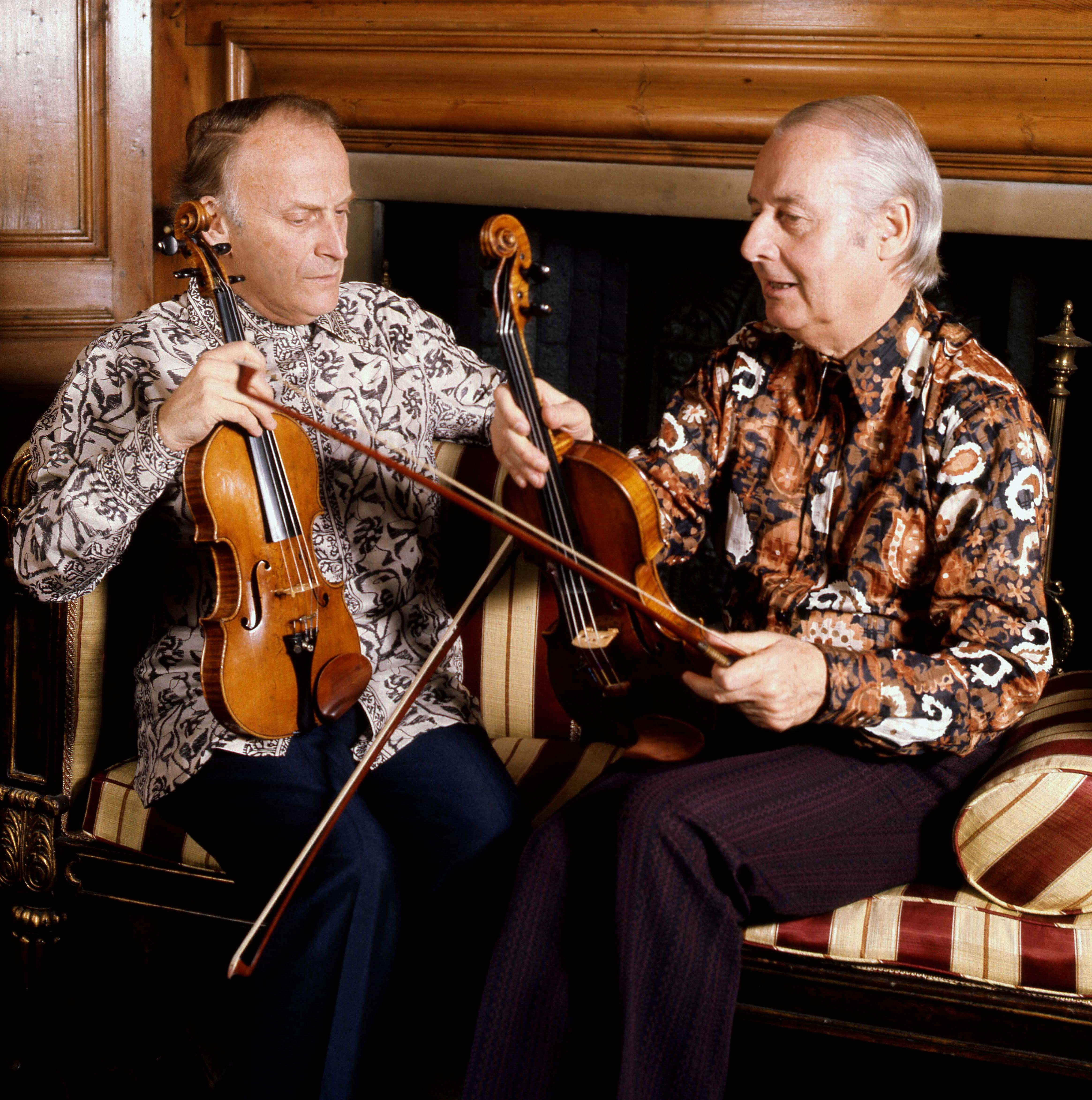
Yehudi Menuhin (links) und Stephane Grappelli (1976)

- Unique Piano Session Paris 1955 (1955, Jazz Anthology)
- Improvisations (Paris, 1956)
- Afternoon in Paris (1971, MPS)
- Manoir de Mes Reves (1972, Musidisc)
- Homage to Django (1972, veröffentlicht 1976 Classic Jazz)
- Just one of Those Things! (1973 Black Lion Records)
- I Got Rhythm! (1974 Black Lion Records mit Diz Disley, Denny Wright und Len Skeat)
- Shades of Django (1975, MPS)
- Satin Doll (1975, Vanguard)
- Parisian Thoroughfare (mit Roland Hanna, Mel Lewis & George Mraz, Arista/Freedom Records 1975)
- Stephane Grappelli and Cordes (1977, Musidisc)
- Live at Carnegie Hall (1978, Signature)
- Uptown Dance (1978, Columbia)
- Sonny Lester Collection (1980, LRC)
- Stephane Grappelli `80 (1980 Happy Bird, mit Gérard Gustin)
- Stephane Grappelli (Pye)
- Vintage 1981 (1981, Concord)
- Just One Of Those Things (1984, EMI Studios)
- Grappelli Plays George Gershwin (1984, Musidisc)
- Fascinating Rhythm (1986, Jazz Life)
- Live in San Francisco (1986, Blackhawk)
- Classic Sessions: Stephane Grappelli, with Phil Woods and Louie Bellson (1987, RTV Communications Group)
- Stephane Grappelli Plays Jerome Kern (1987, GRP)
- The Intimate Grappelli (1988, Jazz Life)
- How Can You Miss, with Louie Bellson and Phil Woods (1989, Rushmore)
- Jazz 'Round Midnight (1989, Verve)
- Milou en Mai (1990, CBS)
- Stephane Grappelli in Tokyo (1991, A & M records)
- Stephane Grappelli 1992 Live (1992, Verve)
- Jazz Masters (20+-year compilation, 1994, Verve)
- 85 and Still Swinging (1993, Angel)
- Live at the Blue Note (1996, Telarc Jazz)
- Crazy Rhythm (1996/2000, Pulse)
- Parisian Thoroughfare (1997, Laserlight)

## Filmmusik
- 1973: Die Ausgebufften (Les valseuses)
- 1989: Eine Komödie im Mai (Milou en mai)